# L'avventura di Wilfred Mulliner
L'avventura di Wilfred Mulliner (A Slice of Life) è un racconto dello scrittore inglese P. G. Wodehouse, pubblicato per la prima volta in volume nel 1927 nella raccolta di racconti Meet Mr Mulliner (in italiano: Mister Mulliner). Wilfred Mulliner, il personaggio principale di questo racconto, ha un ruolo anche nel racconto  Il "Buck-U-Uppo" Mulliner.

## Trama
Mr. Mulliner, frequentatore del club Anglers' Rest (Il riposo dei Pescatori), prende spunto da una discussione nata fra gli altri avventori per narrare la vicenda di suo fratello Wilfred, «inventore di quei prodotti conosciuti in commercio col nome di "Meraviglie Magiche Mulliner", termine generico che comprende la "Crema Moresca", la "Lozione Neve delle Montagne" e molti altri preparati, alcuni per toeletta ed altri curativi, per alleviare le molte malattie a cui va soggetta la nostra pelle», in vacanza a Cannes si fidanza con Angela Purdue e le raccomanda la "Crema Moresca Mulliner" per mantenere a lungo l'abbronzatura. Pochi giorni dopo il suo ritorno a Londra, Wilfred riceve la visita del tutore con un messaggio di Angela nel quale la ragazza scrive che il loro fidanzamento è finito. Poiché a Cannes Angela aveva detto a Wilferd di temere che il suo tutore, il baronetto Sir Jasper ffinch-ffarrowmere, non avrebbe approvato il loro matrimonio, Wilfred sospetta che il messaggio sia opera del vile baronetto. Essendo anche un uomo d'azione, Wilfred si reca a ffinch Hall, la località dove vive il baronetto, per investigare. Di notte, nel giardini del palazzo baronale, Wilfred sente il pianto disperato di una donna.
Dopo aver corrotto il valletto di Sir Jasper perché si assenti per gravi motivi familiari, Wilfred, travestitosi con parrucca e occhiali, si fa assumere come valletto sostituto introducendosi così nella residenza del baronetto. Wilfred vede Sir Jasper entrare in una stanza con un vassoio pieno di cibo, e intuisce di aver idebtificato il luogo dove è reclusa Angela. Deciso a liberarla, Wilfred cerca di capire in che modo possa ottenere la chiave della stanza. Nel frattempo il baronetto, desiderosi di dimagrire, ordina un bagno turco domestico, «una specie di cassone pieno di maniglie e di serrature». Entrato nel bagno turco, Sir Jasper non riesce a uscire perché la maniglia è bloccata; chiede aiuto a Wilfred e questi chiede al baronetto, in cambio della liberazione, la chiave della stanza di Angela. Wilfred resta stupito nell'apprendere da Sir Jasper che la chiave è posseduta solo da Angela la quale si è chiusa volontariamente nella sua stanza perché la Si rifiuta di lasciarlo in perché la "Crema Moresca Mulliner" ha deturpato il suo viso rendendolo "pezzato": mezzo marrone e mezzo bianco, con macchie color seppia sul collo. Wilfred risolve il problema di Angela con la "Lozione Neve delle Montagne Mulliner"; risolve il problema di Sir Jasper con il "Reduc-o Mulliner", celebre specifico contro l'obesità, e risolve la lombaggine del maggiordomo Murgatroyd con l'"Ease-o Mulliner". Conclusione: «Murgatroyd è ora il maggiordomo più arzillo di tutto il Yorkshire. Il peso di Sir Jasper è tanto diminuito che egli sta pensando rii ricominciare le cacce a cavallo. Wilfred ed Angela sono marito e moglie... hanno ora due figlioli: il piccolo è in un collegio del Sussex e il maggiore ad Eton».

## Edizioni
Il racconto è stato pubblicato per la prima volta negli Stati Uniti sul settimanale Liberty del 7 agosto 1926 e contemporaneamente sul mensile britannico The Strand Magazine di agosto 1926.
- P. G. Wodehouse, A Slice of Life. In: Meet Mr Mulliner, London: Herbert Jenkins, 1927[6]
- P. G. Wodehouse, A Slice of Life. In: Meet Mr Mulliner, New York: Doubleday, 1927
- P. G. Wodehouse, L'avventura di Wilfred Mulliner. In: Mister Mulliner: romanzo umoristico inglese; traduzione di Alberto Tedeschi, Milano: Monanni, 1931, Coll. Nuovissima collezione letteraria n. 51
- P. G. Wodehouse, L'avventura di Wilfred Mulliner. In: Mister Mulliner: romanzo umoristico inglese; traduzione di Alberto Tedeschi, Milano: Bietti, 1933